# ジャン・マリー・アントワーヌ・ド・ラヌッサン

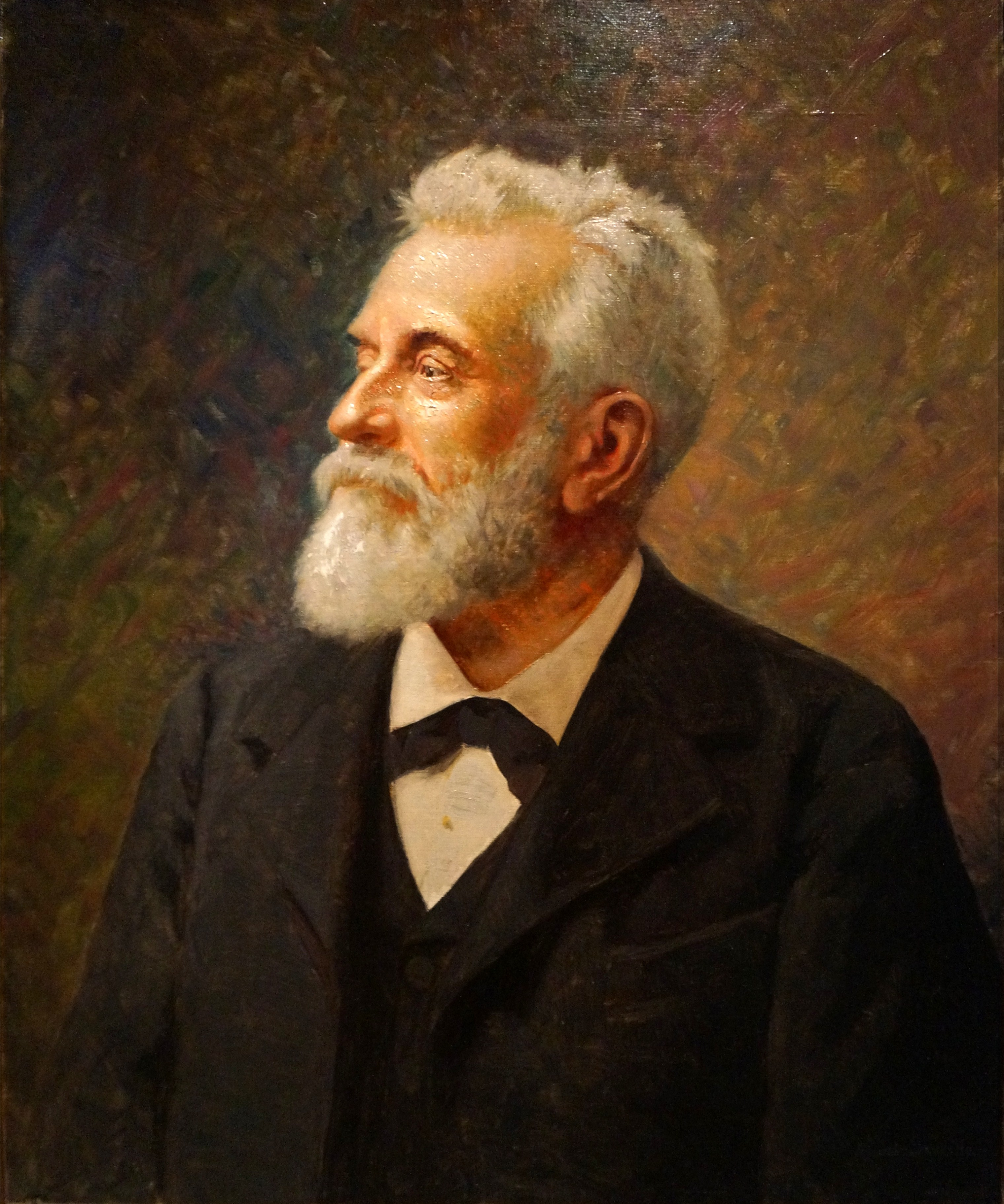
ジャン・マリー・アントワーヌ・ド・ラヌッサン

ジャン・マリー・アントワーヌ・ド・ラヌッサン（Jean Marie Antoine de Lanessan）あるいはジョゼフ・ド・ラネッサン（Joseph de Lanessan）、またジャン＝ルイ・ド・ラヌッサン（Jean-Louis de Lanessan; 1843年7月13日 - 1919年11月7日）はフランスのインドシナ総督（在任: 1891年-94年）、博物学者、医師。インドシナにおいて協同主義的近代植民政策を推進した。出身地はジロンド県のサンタンドレ＝ド＝キュブザック（Saint-André-de-Cubzac）である。

## インドシナ総督として
ラヌッサンは最初は1886年に医師としてインドシナに渡航し植民地研究にあたった。1891年にフレイシネ内閣によりインドシナ総督に任命される。当時のフランス領インドシナは巨額の財政赤字とヴァンタン蜂起などにより治安が悪化し、そのためにフランス資本の導入が妨げられ、コーチシナ以外の土地に関しては放棄論も浮上していた。ラヌッサンはアンナン・トンキン理事長官ポール・ベール（Paul Bert）の方針を継承して協同政策をとり、ベトナム人官吏の権限を強化し、フエ宮廷の北部ベトナム（トンキン）に対する宗主権を確認、村落共同体の自律性を維持させた。この政策により反フランス抵抗勢力は孤立し、1891年末までにその多くが鎮圧されることとなった。ド・ラヌッサンはラオスへの進出は積極的に進め、ランソン鉄道をはじめとした鉄道建設工事を大規模に開始させ、フランス資本の誘引に努めた。また租税制度を整備することにより財政赤字も解消させた。ラヌッサンの時代には港も拡張され、フランスの威光がシャム（現在のタイ王国）国境地帯にまで及び、さらには学術調査の奨励も行われたが、彼の手腕を妬み、先述の協同主義的政策に懸念を抱いた本国政府により1894年に解任されることとなった。ラヌッサンの方針はポール・ドゥメール総督（在任: 1897年–1902年）に引き継がれ、完成されることとなる。

## 植物学において
ラヌッサンは1886年に Les plantes utiles des colonies françaises〈フランス植民地の有用植物〉を著し、新種の発表やそれまでにアンリ・エルネスト・バイヨンやジャン・バティスト・ルイ・ピエール（Jean Baptiste Louis Pierre）といった植物学者が命名を行ったインドシナやアフリカ、南米産の植物についての言及を行った。ここで記載された学名の一部はラヌッサンが紹介を行ったことで結果的に有効な状態として認められることとなったが、紹介の仕方が学名の記載としての要件を満たさずに非正式名（nomen invalidum）と見做されることとなってしまったもの（新種として発表されたものの専ら木材としての特徴に焦点が当てられ、葉や花の形態的特徴への言及がなかったシタン Dalbergia cochinchinensis (p. 289) などがこの事例に該当）やそもそもが誤記であったものも散見される。

## 著書
フランス語:
- de Lanessan, J.-L. (1880). Manuel d’histoire naturelle médicale. Paris: Octave Doin
- de Lanessan, J.-L. (1886). Les plantes utiles des colonies françaises. Paris: Imprimerie Nationale